# Pride of America
Le Pride of America est un navire de croisière, commandé par la compagnie American Classic Cruises dans le cadre du Project America (en) et construit à partir de 2001 par les chantiers Ingalls Shipbuilding de Pascagoula. La compagnie envisage alors de l’exploiter sous le nom de Queen of the Americas, mais fait faillite pendant la construction et la coque est racheté par la Norwegian Cruise Line, qui la fait remorquer jusqu’aux chantiers Lloyd Werft de Bremerhaven afin d’y être complétée. Le navire coule dans ce second chantier lors d’une tempête, le 14 janvier 2004. Il est renfloué et la construction reprend. Il est finalement mis en service en juin 2005, assurant depuis des croisières à Hawaï. 

## Histoire

### Project America
À l’origine, le Pride of America est un navire de croisière dont la construction débute en 2001 aux chantiers Ingalls Shipbuilding de Pascagoula, aux États-Unis. Il a été commandé par la compagnie américaine American Classic Cruises, qui envisage de l’exploiter sous le nom de Queen of the Americas, et fait partie du Project America (en), une commande de deux navires auprès du chantier avec option pour un troisième. En 2001, American Classic Cruises fait faillite, entrainant la mise en vente de la coque inachevée et de l’acier prévu pour la construction du second navire.

### Norwegian Cruise Line
La Norwegian Cruise Line se porte acquéreur de l’ensemble. La coque du Queen of the Americas quitte le chantier américain le 5 novembre 2002 et est remorquée jusqu’au chantier Lloyd Werft de Bremerhaven, en Allemagne, tandis que l’acier commandé pour la construction du second navire est envoyé aux chantiers Meyer Werft de Papenburg, en Allemagne également.
La construction du navire de croisière se poursuit, mais une tempête touche le chantier le 14 janvier 2004 et ouvre une brèche dans sa coque, qui prend l’eau et gîte.
La compagnie décide de le faire renflouer, au détriment du Norway — l’ex-France, âgé de 44 ans et acquis par la compagnie en 1979, qui est amarré de l’autre côté du quai depuis près d’un an à la suite de l’explosion de l’une de ses chaudières à Miami en mars 2003 — puisque ce dernier est vendu à la casse l’année suivante.
Le navire est livré à la Norwegian Cruise Line, qui le nomme Pride of America, le 7 juin 2005 et il rejoint New York, d’où il effectue sa croisière inaugurale vers Honolulu entre le 15 juin et le 23 juillet 2005.
En 2016, il est entièrement rénové par les chantiers navals de San Francisco.

## Équipements
Le Pride of America dispose :

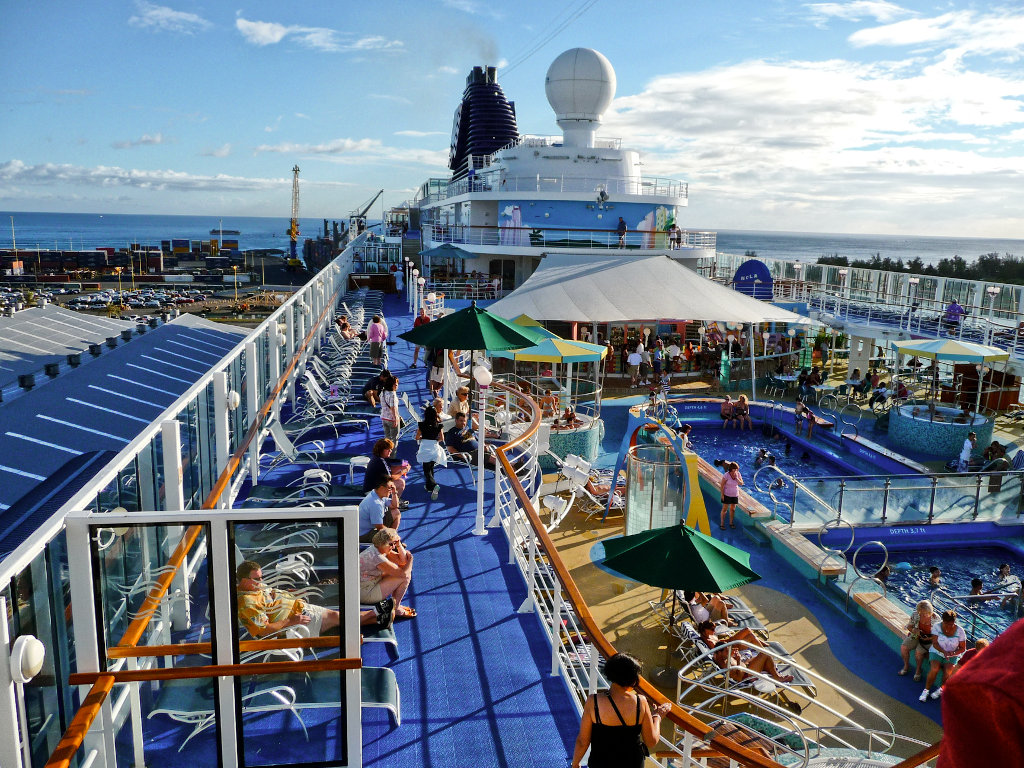
Le pont 11 du Pride of America, avec les deux piscines South Beach et le bar Ocean Drive.

- de douze restaurants, dont certains spécialisés à un seul type de cuisine (américaine, brésilienne, française, italienne, japonaise, ...) ;
- de huit bars ;
- de deux piscines ;
- d’un bain à remous ;
- d’un centre de fitness ;
- d’un cybercafé ;
- d’un parcours de golf ;
- d’un spa ;
- d’un terrain de basket ;
- d’un théâtre ;
- d’une bibliothèque composée de livres venant en partie du paquebot américain America ;
- d’une chapelle ;
- d’une discothèque ;
- d’une galerie d’art ;
- d’une salle de jeux ;
- d’une salle de jeux vidéo.